# Mộ Dung Hối
Mộ Dung Hối (chữ Hán: 慕容廆, bính âm Mùróng Guī, 269 — 333, tên tự Dịch Lặc Côi (弈洛瓌), quê ở Cức Thành, Xương Lê là thủ lĩnh thuộc bộ tộc của người Tiên Ti dưới thời nhà Tấn, thủy tổ của nước Tiền Yên, một trong mười sáu nước Ngũ Hồ trong lịch sử Trung Quốc. Lúc sinh thời ông có tước hiệu Liêu Đông công, sau khi mất được truy phong thụy hiệu (Tiền) Yên Vũ Tuyên Đế.

## Tổ tiên và tuổi trẻ
Sử sách mô tả Mộ Dung Hối là người cao lớn khôi ngô, thân dài tám xích, có tài năng xuất chúng.. Tổ tiên của ông thuộc dòng con cháu Hữu Hùng thị, sau di cư lên phía bắc. Vào thời Tần Hán, quốc lực của nước Hung Nô cường thịnh, chiêu tập rất nhiều quan lại chi sĩ, trong đó tổ tiên của ông cũng được trọng vọng, được phong tước quan, dần dần đồng hóa thành người Hung Nô. Về sau Hung Nô suy yếu do các cuộc tấn công liên tiếp từ nhà Hán nên bị chia cắt thành nhiều bộ lạc, đa phần phụ thuộc vào nước Tàu, trong đó có bộ tộc Tiên Ti. Tằng tổ (cụ bốn đời) của Mộ Dung Hối là Mạc Hộ Bạt sinh sống vào đầu thời Tào Ngụy đã dẫn quân lính và nhân dân vào vùng Liêu Tây lập nghiệp. Hộ Bạc đi theo Tư Mã Ý (tổ tiên nhà Tấn chinh phạt Công Tôn Uyên, lập được công trạng nên được phong làm Nghĩa vương, lập quốc ở vùng phía bắc Cức Thành, từ đó lấy họ Mộ Dung. Đến đời ông nội là Mộc Diên được phong làm Tả Hiền vương, sinh ra Thiệp Quy. Đầu thời Tấn, Thiệp Quy có công bảo vệ Liễu Thành nên được bái làm thiền vu của Tiên Ti, dời sang vùng phía bắc Liêu Đông.
Năm 283, Thiệp Quy mất, em là Nại âm mưu soán vị và định giết Mộ Dung Hối. Mộ Dung Hối bỏ trốn sang vào một gia đình ở quận Liêu Đông. Sang năm 285, Mộ Dung Nại bị thủ hại giết chết, người trong nước bèn đón Mộ Dung Hối về nước lập làm thiền vu.

## Lấn chiếm Trung Nguyên
Lúc sinh thời, Thiệp Quy có thù oán với Vũ Văn Bộ, do đó nên khi lên ngôi, Mộ Dung Hối liền dâng biểu xin nhà Tấn giúp binh cho mình đánh Vũ Văn Bộ nhưng Tấn Vũ Đế chẳng chấp nhận. Mộ Dung Hối cả giận, cử binh tạo phản, tiến đánh quận Liêu Tây và thẳng tay tàn sát, gây cho quân Tấn rất nhiều thiệt hại. Tấn Vũ Đế sai quân ở U châu tiến đánh thảo phạt Mộ Dung Hối. Hai bên đánh nhau ở Phì Như, quân của Mộ Dung Hối đại bại. Tuy nhiên ông vẫn liên tiếp mở nhiều cuộc tiến công vào quận Xương Lê thuộc đất Tấn. Sau đó, Mộ Dung Hối còn đưa quân về phía đông, tiến đánh nước Phù Dư, bức tử vua Phù Dư là Y Lự và tiêu diệt hoàn toàn Phù Dư quốc.
Thấy Phù Dư bị diệt, Đông Di giáo úy của nhà Tấn phái tướng Giả Trầm đem quân cứu viện, lập con của Y Lự làm Phù Dư vương, sau đó đánh tan quân của Mộ Dung Hối, khôi phục Phù Dư quốc. Năm 289 Mộ Dung Hối thấy nhà Tấn còn mạnh đành dâng biểu xin hàng. Đế phong ông làm Tiên Ti đô đốc.

## Chính sách đối nội và đối ngoại
Mộ Dung Hối tỏ ra khiêm nhường trong quan hệ ngoại giao với nhà Tấn. Ông thường đích thân đến phủ Đông Di giáo úy Hà Kham, dùng nghi lễ sĩ đại phu để bái kiến và thường tặng vàng bạc cho ông ta. Tuy nhiên đôi lần tới thấy Hà Kham dùng quân đội để áp chế mình, Mộ Dung Hối lại nghĩ cách thay đổi quần áo. Sau Hà Kham hỏi về việc đó, ông nói chủ nhân không biết giữ lễ thì khách cũng không cần dùng lễ mà bái kiến. Hà Kham thấy thế, lại tỏ ra kính trọng ông.
Mộ Dung bộ của Mộ Dung Hối về sau lại bị Vũ Văn bộ và Đoàn bộ thường xuyên quấy nhiễu, phải dùng chính sách nhân nhượng, lấy lời đẹp và kim tiền, nhi nữ để giảng hòa, nhưng tình trạng bị quấy nhiễu vẫn không dứt. Sau Mộ Dung Hối thấy rằng quận Liêu Đông quá xa Trung Quốc bèn dời sang vùng Thanh Sơn. Đến năm 294, ông lại dời đô đến Cức Thành. Ông chủ trương thi hành pháp chế giống với nhà Tấn để đảm bảo trị an. Năm 302, bốn châu Duyện, Dự, Từ, Ký xảy ra lũ lụt,ảnh hưởng đến cả U châu. Mộ Dung Hối bèn cho cứu trợ nhân dân gặp tai ương đẻ lấy lòng mọi người.

## Giữ đất thời loạn lạc
Năm 302, tù trưởng của Vũ Văn bộ là Vũ Văn Mạc Khuê sai em là Vũ Văn Khuất Vân suất quân đánh Mộ Dung Hối. Mộ Dung Hối giao chiến với cánh quân của Vũ Văn Tố Nộ Diên và giành chiến thắng. Nộ Diên tức giận, tập hợp 10 vạn quân bao vây Cức Thành. Bấy giờ người trong thành ai nấy hoảng sợ, không còn sức chiến đấu. Mộ Dung Hối bèn tự thân dẫn quân xuất kích vào binh đoàn của Vũ Văn Tố Nộ Diên, không ngờ giành được chiến thắng to, đuổi quân địch chạy xa hơn 100 dặm và chém đầu gần vạn quân lính của Vũ Văn Bộ. Lúc đó, thủ hạ của Vũ Văn bộ đang ở Liêu Đông là Mạnh Huy dẫn 1000 người đến xin hàng, Mộ Dung Hối phong Mạnh Huy làm Kiến Uy tướng quân.
Năm 307, nhân lúc nhà Tấn suy yếu, Mộ Dung Hối tự xưng là Đại thiền vu. Sang năm 309, thái thú quận Liêu Đông Bàng Bôn vì oán thù riêng đã giết hại Đông Di giáo úy Lý Trăn. Hai thủ lĩnh người Tiên Ti là Tố Hỉ và Mộc Hoàn Tân lấy danh nghĩa báo thù cho Lý Trăn, công đánh một số huyện ở Liêu Đông. Thái thú Viên Khiêm lo sợ vì chiến trận bất lợi, bèn nghe theo lời viên giáo úy mới, phóng thích cho gia quyến của Bàng Bôn để hòa giải. Tiếp đà cuộc tấn công đó, luôn mấy năm tiếp theo, quân của các bộ tộc tấn công Liêu Đông, quân Tấn không sao chống lại, khiến dân chúng thất bát và lưu vong. Mộ Dung Hối nghe theo lời một người con, đem quân công kích liên quân Tố Hỉ để chấm dứt họa loạn. Kết quả Mộ Dung bộ giành chiến thắng, bảo toàn quận Liêu Đông, buộc hai bộ kia phải đầu hàng. Mộ Dung Hối cho hơn 3000 gia đình lưu tán trở về quận Liêu Đông.
Cùng lúc đó nhà Tấn bị quân đội Hán Triệu xâm lấn, bị mất hết hai kinh, Tấn Hoài Đế cũng trở thành tù binh của Hán Triệu. Đại tư mã Vương Tuấn giả chiếu lập thái tử rồi phong cho Mộ Dung Hối làm Tán kị thường thị, Quan quân tướng quân, Tiên phong đại đô đốc để cùng chống Hán Triệu nhưng ông lấy lý do không phải chiếu vua nên không nhận. Sang năm 317, khi phần lớn miền bắc của nhà Tấn bị mất, Tấn vương Tư Mã Duệ lại gia phong cho Mộ Dung Hối làm Giả tiết, Tán kị thường thị, Đô đốc Liêu tả tạp di lưu nhân chư quân sự, Long tướng quân, Đại thiền vu và tước Xương Lê công nhưng ông vẫn từ chối. Về sau, Chinh Lỗ tướng quân Lỗ Xương dùng lời lẽ thuyết phục ông nên khuyên Tư Mã Duệ xưng đế rồi sẽ nhận chức mới có được danh nghĩa chính thống của nhà Tấn. Mộ Dung Hối nghe theo, cử sứ đến khuyên Tư Mã Duệ xưng đế. Đến năm 318, Tấn vương xưng là Nguyên Đế và sai sứ đến phong tước một lần nữa thì Mộ Dung Hối đồng ý nhận chức nhưng cũng không chịu nhận tước.
Mộ Dung Hối ở quận Liêu Đông cải cách chính sách và thu nhận nhân tài, do đó được nhiều sĩ đại phu và dân chúng quy phục. Ông chia những người đó theo quê quán, cho ở những vùng riêng và đặt ra các quận ở đó, vùng của người Ký châu gọi là quận Ký Dương, người Dự châu ở Chu quận, người Thanh Châu đến quận Doanh Khâu, vùng của người Tịnh châu gọi là Đường quốc quận. Sau đó ông tiếp tục thu nhận nhiều nhân tài khắp các nơi như Bùi Nghi (Hà Đông), Lỗ Xương (Đại quận), Phùng Tiện (Bắc Hải), Tây Phương Kiền (Bắc Bình), Tống Cai (quận Bình Nguyên), Khổng Toản (Lỗ quận)..., phát triển thế lực của mình. Tuy nhiên về danh nghĩa ông vẫn là một trong số ít các thế lực ở phía bắc còn quy phục vào nhà Tấn.
Vào lúc đó, Bình châu thứ sử, Đông di giáo úy Thôi Bí được dân chúng mến mộ, mưu đồ tiêu diệt Mộ Dung Hối để chiếm lấy đất đai của ông. Thôi Bí liên kết với Cao Câu Ly, Vũ Văn bộ và Đoàn bộ cùng tấn công Mộ Dung bộ và dự định chia ba đất của Mộ Dung Hối. Năm 319, quân ba tộc này bắt đầu tiến công vào Mộ Dung bộ. Mộ Dung Hối bế quan không ra trận, sai Tống Ngưu đem rượu thịt đến khao quân của Vũ Văn bộ. Thấy vậy hai bộ tộc còn lại sinh nghi Vũ Văn bộ ngầm liên kết với Mộ Dung bộ, bèn dẫn binh về. Nhưng Vũ Văn bộ với lực lượng hơn 10 vạn người không chịu lui quân, định ở lại để chiếm trọn đất của Mộ Dung bộ, nên tiếp tục bao vây Cức Thành, lập liên doanh kéo dài hơn 30 dặm. Lúc này Mộ Dung Hối mới dẫn quân kháng cự, phái người con đang ở vùng Đồ Hà là Mộ Dung Hàn trở về Cức Thành, sau sai Hàn Khước thống lĩnh quân kị, tiến vào liên quân của Vũ Văn bộ, phối hợp cùng liên quân trong thành. Quân Vũ Văn bộ đang thiếu vũ khí thì gặp quân Hàn Khước. Hàn Khước tiến vào liên doanh và phóng thỏa thiêu đốt. Quân Vũ Văn bộ hoang mang lo sợ, nên nhanh chóng đại bại và bị bắt sống rất nhiều. Mộ Dung Hối nghe lời chủ bộ Tống Cai sai Bùi Nghi đem tù binh bắt được dâng lên triều đình nhà Tấn ở Kiến Nghiệp. Đế vui mừng, bái ông làm An Bắc tướng quân, Bình châu thứ sử. Sang năm 321, triều đình lại thăng ông làm Đô đốc hai châu U, Bình, Đông Di chư quân sự, Xa kị tướng quân, Bình châu mục, tiến tước Liêu Đông công, ban cho đan thư thiết khoán..
Năm 323, tướng Hán Triệu là Thạch Lặc sai sứ đến kết giao với Mộ Dung bộ, bị Mộ Dung Hối cự tuyệt. Lặc giận, đến năm 325 bèn sai Vũ Văn Khất dẫn quân đánh Mộ Dung. Hối cử Bùi Nghi làm Hữu bộ đô đốc, con trai nhỏ của mình là Tả Dực, đưa quân chống trả, đánh bại và bắt sống tướng của Thạch Lặc. Thừa thắng, Mộ Dung Hối đưa quân phá thành Kì Quốc của Hán Triệu, bắt và đem hơn vạn hộ dân về vùng lãnh địa của mình, đồng thời lấy được nhiều của cải và nhân mã.
Năm 327, Tấn Thành Đế tức vị, sai sứ đến phong cho Mộ Dung Hối hàm Thị trung, ít lâu sau lại định thăng ông làm Phủ nghi đồng tam ti, nhưng ông từ chối không nhận.
Về sau, Mộ Dung Hối thường giao thiếp với thái úy Đào Khản. Ông thường bày tỏ ý nguyện giúp nhà Tấn khôi phục miền bắc, nhưng sợ thân cô thế cô không làm được gì, nếu triều đình bắc phạt thì ông nhất định sẽ hưởng ứng. Mấy năm sau, Hàn Kiểu dâng biểu lên Tấn đình xin phong cho Mộ Dung Hối làm Yên vương và Hành Đại tướng quân, song Mộ Dung Hối từ chối không nhận.

## Qua đời
Do luôn bị tù trưởng Đoàn Giai (段階) của Đoàn bộ tiến đánh, ông đã nhún nhường tìm kiếm hòa bình với Đoàn bộ và kết hôn với một trong các con gái của Đoàn Giai. Cuộc hôn nhân này dẫn đến sự ra đời của Mộ Dung Hoảng (năm 297) và hai em trai của ông, Mộ Dung Nhân (慕容仁) và Mộ Dung Chiêu.
Đầu năm 322, Mộ Dung Hối phong Mộ Dung Hoảng làm thế tử. Tuy nhiên, Mộ Dung Hối cũng rất sủng ái các em trai của Mộ Dung Hoảng là Mộ Dung Nhân, Mộ Dung Chiêu và đặc biệt là Mộ Dung Hàn (慕容翰), người này là một vị tướng được đánh giá cao. Mộ Dung Hoảng trở nên ghen tị và nghi ngờ những người em này của mình, điều này đã tạo nên các biến động về sau.
Ngày 4 tháng 6 năm 333, Mộ Dung Hối qua đời, hưởng thọ 65 tuổi. Triều đình Đông Tấn sai sứ đến truy phong cho ông làm Đại tướng quân, Khai phủ nghi đồng tam ti, thụy là Liêu Đông Tương công. Đến năm 337, khi người con trai ông là Mộ Dung Hoảng xưng vương đã truy tôn ông tước Vũ Tuyên vương và sang năm 352, khi người cháu của ông là Mộ Dung Tuấn xưng đế, trở thành hoàng đế Tiền Yên, đã truy tôn ông là Vũ Tuyên hoàng đế.

## Con trai
- Mộ Dung Hoảng
- Mộ Dung Nhân (慕容仁), Chinh Lỗ tướng quân, sau khi Mộ Dung Hoảng lên kế vị đã biến loạn, bị giết
- Mộ Dung Chiêu (慕容昭), Quảng Vũ tướng quân, cùng Mộ Dung Nhân biến loạn, bị giết
- Mộ Dung Hàn (慕容翰), sau khi Mộ Dung Hoảng lên ngôi chạy đến chỗ Đoạn bộ và Vũ Văn bộ, sau khi trở về Mộ Dung bộ, bị bức tử
- Mộ Dung Ấu (慕容幼)
- Mộ Dung Trĩ (慕容稚)
- Mộ Dung Quân (慕容军)
- Mộ Dung Hãn (慕容汗)
- Mộ Dung Bình (慕容评)
- Mộ Dung Bưu (慕容彪)